# Paris (album Tony’ego Wakeforda)
Paris to zapis akustycznego koncertu Tony'ego Wakeforda, wykonanego w listopadzie 1994 roku w Theatre Dubois w Paryżu. Wakeforda wspomagają Nathalie Van Keymeulen i Céline Marleix-Bardeau. Płyta wydana w 2002 roku.

## Lista utworów
1. Amongst the Ruins
2. Summer Ends
3. Abattoirs of Love
4. Media
5. Lonely Crawls the Night
6. Like a Sword
7. Somewhere in Europe
8. Fields
9. Nothing Changes
10. The Stones Fall
11. Believe Me
12. Down the Years
13. Death of the West
14. A Ship is Burning
15. Against the Modern World
16. Kneel to the Cross
17. Above Us the Sun
18. Black Easter
19. In the West